# Czeski Grzbiet
Czeski Grzbiet (czes. Český hřbet lub Vnitřni hřbet, 1020–1555 m n.p.m.) – grzbiet górski w Sudetach Zachodnich w paśmie Karkonoszy po czeskiej stronie.

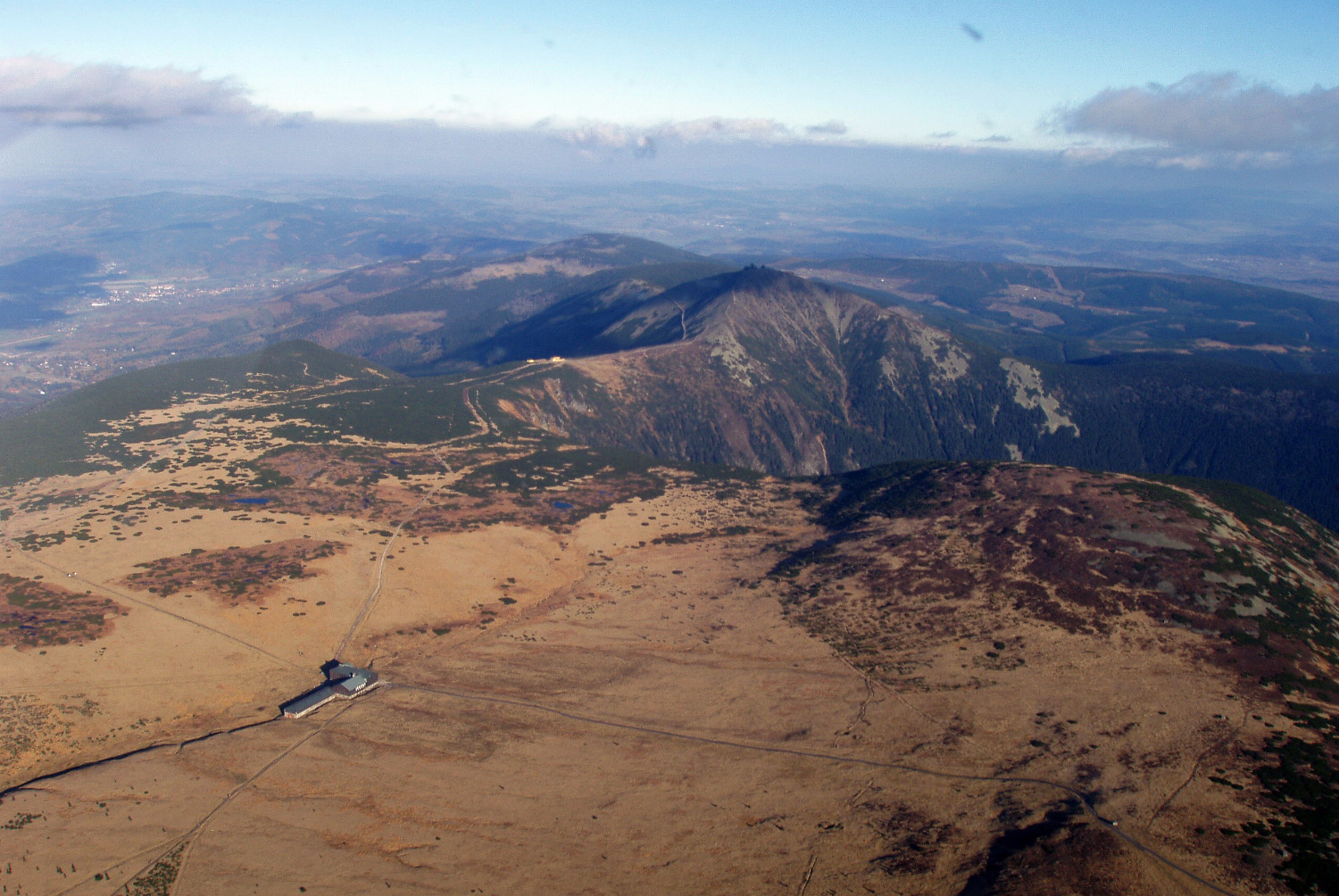
Wschodnia część Czeskiego Grzbietu w okolicy Równi pod Śnieżką

## Położenie
Grzbiet Czeski położony jest na obszarze czeskiego Karkonoskiego Parku Narodowego (czes. Krkonošský národní park – KRNAP), w środkowej części Karkonoszy. Rozciąga się równolegle do Śląskiego Grzbietu, a oddzielony jest od niego  doliną Mumlawy, doliną Łaby (czes. Labský Důl) i Białej Łaby (czes. Bílé Labe) które razem tworzą tzw. Sedmídolí oraz Obří důl. Grzbiet ciągnie się od szczytu Čertova hora, położonego na południe od Harrachova na zachodzie do Studniční hory na wschodzie.

## Opis
Ma on charakter wąskiego, miejscami bardzo wąskiego grzbietu ze sterczącymi, kopulastymi lub rzadziej stromymi wierzchołkami. Jest on poprzecinany przełęczami, niewielkimi dolinami oraz doliną Łaby. Grzbiet w połowie podzielony jest doliną Łaby na dwie części: zachodnią i wschodnią, które z kolei dzielą się na kilka mniejszych grzbietów. Zachodnia część łączy się ze Śląskim Grzbietem na Łabskiej Łące (czes. Labská louka), a człon odchodzący w kierunku południowo-wschodnim od Kotla nosi nazwę Karkonosz (czes. Krkonoš). Wschodni człon ciągnie się od Doliny Łaby na zachodzie przez Kozí hřbety i Łączną Górę (czes. Luční hora) do Studzienną Górę (czes. Studniční hora). Łączy się on ze Śląskim Grzbietem w  okolicy Białej Łąki (czes. Bílá louka) i Równi pod Śnieżką.
Od Czeskiego Grzbietu odchodzą ku południowi grzbiety zwane po czesku Krkonošské rozsochy. Są to, od zachodu: Vilémovská hornatina, Vlčí hřbet, Žalský hřbet i Černohorská hornatina z kulminacją Czarnej Góry (czes. Černá hora).

## Budowa geologiczna
Czeski Grzbiet i odchodzące od niego boczne grzbiety, oraz południowa i wschodnia część Karkonoszy, zbudowane są ze skał metamorficznych, głównie z gnejsów, łupków łyszczykowych i fyllitów (łupków krystalicznych). W ich obrębie występują takie skały, jak łupki łyszczykowe z granatami, amfibolity, zieleńce, marmury (wapienie krystaliczne), skarny, kwarcyty. Na kontakcie tych starszych skał metamorficznych z intrudującą magmą, z której potem powstał granit karkonoski, utworzyły się bardzo zwięzłe i odporne na wietrzenie skały - hornfelsy. Występują one na styku grzbietów: Śląskiego i Czeskiego oraz na Kozí hřbetach. Spłaszczenia łączące go ze Śląskim grzbietem - Labská louka, Bílá louka i Równia pod Śnieżką zbudowane są z granitu karkonoskiego.

## Rzeźba
Rzeźba grzbietu została ukształtowana w plejstocenie (epoce lodowcowej), w warunkach klimatu peryglacjalnego, lokalnie przez lodowce górskie, gdyż lądolód skandynawski dotarł tylko do Kotliny Jeleniogórskiej. Na rozległej wierzchowinie powstało szereg form peryglacjalnych z obszernymi gołoborzami, glebami poligonalnymi, torfowiskami wysokimi, nieckami denudacyjnymi, kopulastymi garbami i ostańcami skalnymi. Lokalne lodowce karkonoskie pozostawiły po sobie kotły polodowcowe jak Kotelní jámy, Labský důl, Dlouhý důl, Studniční jámy, Úpská Jáma oraz U-kształtne doliny – być może dolina Mumlawy, Labský důl, Dlouhý důl i Obří důl, a w nich wały moren.

## Szczyty
Od zachodu:
- - Ptačinec (950 m)
  - Plešivec (1210 m)
  - Lysá hora (1344 m)
  - Kotel (1435 m, nejvyšší vrchol Západního Českého hřbetu)
  - Harrachovy kameny (1421 m)
  - Vrbatovo návrší (1416 m)
  - Zlaté návrší (1411 m)
  - Medvědín (1235 m)
- dolina Łaby
  - Železný vrch (1321 m)
  - Kozí hřbety (1318 a 1387 m)
  - Luční hora (1555 m, najwyższy szczyt Czeskiego Grzbietu)
  - Studniční hora (1554 m)

Fragment grzbietu od Vrbatovo návrší, poprzez Zlaté návrší po obniżenie przed Medvědínem nosi nazwę Karkonosz (czes. Krkonoš).

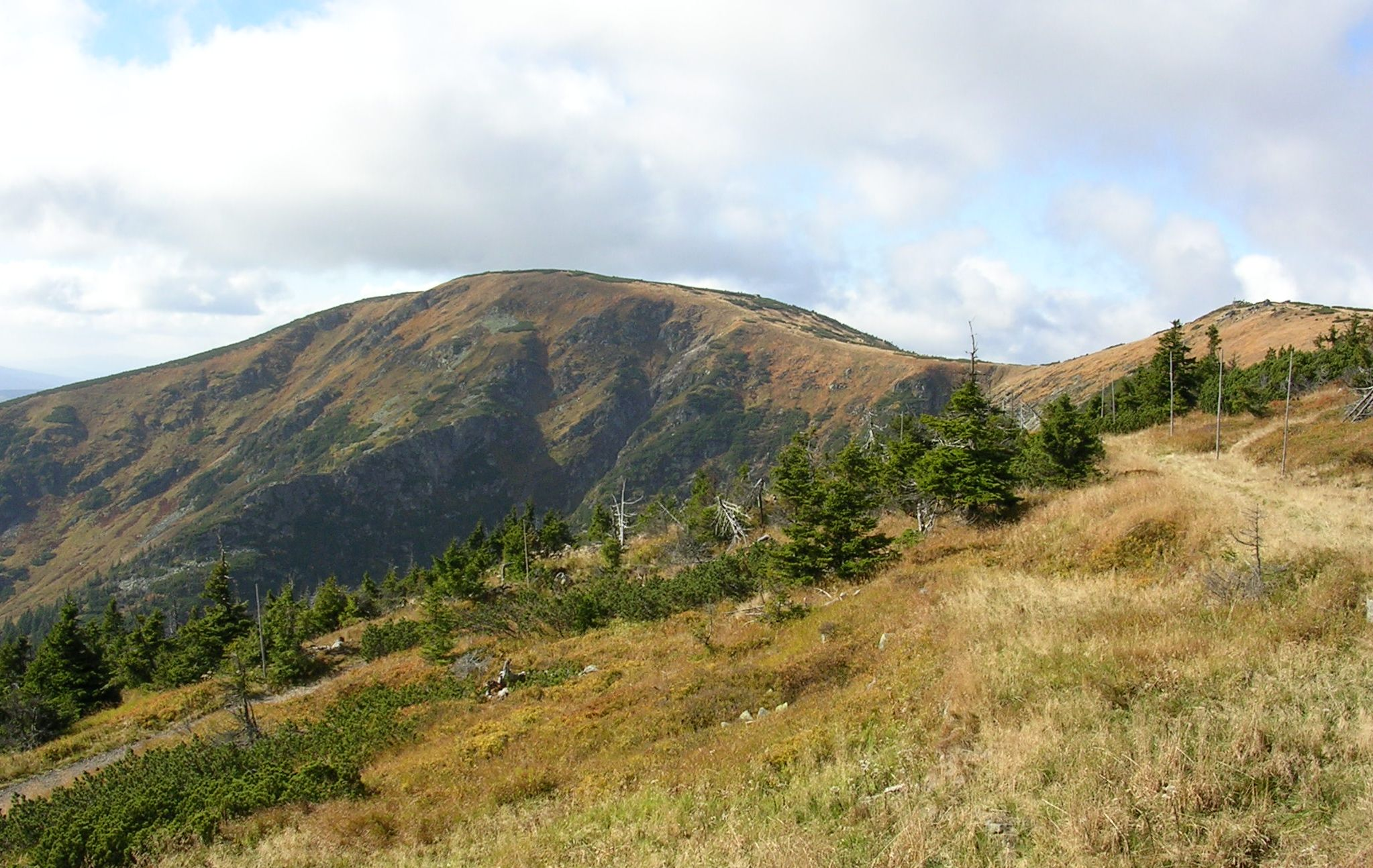
Kotel od wschodu

## Wody

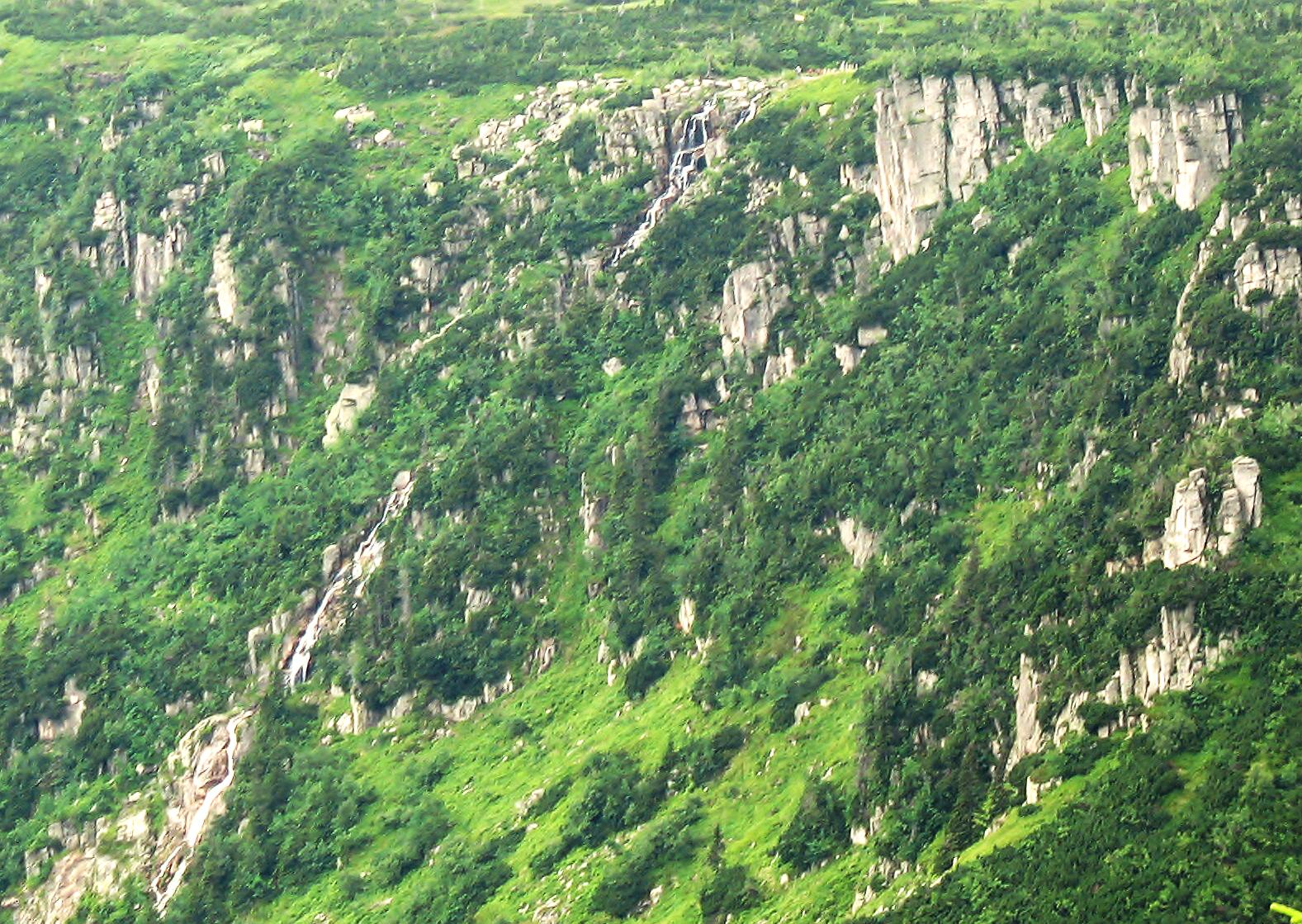
Wodospad Panczawy

Zachodnią część Czeskiego Grzbietu odwadnia Izera, centralną Łaba, a wschodnią Úpa.
Ponadto na południowym zboczu Czeskiego Grzbietu, poniżej Kotelních jám znajduje się jedyne po czeskiej stronie jezioro polodowcowe (morenowe) – Mechové jezírko.
Z północno-wschodnich zboczy masywu Harrachovy kameny spada do doliny Łaby, najwyższy w Czechach, Wodospad Panczawy.
Na północ od Studniční hory znajduje się torfowisko, z którego biorą początek Biała Łaba oraz Úpa.

## Roślinność
Wyraźnie zaznaczona piętrowość środowiska roślinnego, las dochodzi do 1250 m n.p.m., kosodrzewina do 1500 m n.p.m., powyżej występuje piętro alpejskie.

## Klimat
Klimat górski ostry, często występują zamglenia i wiatry, ze względu na wiatr panują tak surowe warunki, porównywalne do warunków klimatu skandynawskiego o surowych zimach. Śnieg może padać nieraz nawet w miesiącach letnich, a w kotłach zalega czasem nawet i przez cały rok. Ponadto często wieją bardzo silne, mroźne wiatry fenowe o prędkości do stu kilkudziesięciu km/h.

## Turystyka
Czeski Grzbiet oraz jego obrzeża są dobrze zagospodarowane turystycznie. Jest tu wiele schronisk, szklaków turystycznych, kolejek linowych, tras zjazdowych i wyciągów narciarskich.
Na południowych zboczach wzniesienia Lysá hora znajduje się schronisko Dvoračky. Pod wierzchołkiem Vrbatovo návrší leży schronisko Vrbatova bouda. Położone nieco dalej na zachód Jestřábí boudy już nie istnieją. Na szczycie Vrbatovo návrší stoi pomnik mohyla Hanče a Vrbaty. Poniżej znajduje się parking dla udających się do źródła Łaby.
W dolinę przełomową dolinę Łaby, rozdzielającą Czeski Grzbiet na dwie części, wkraczają górne zabudowania Szpindlerowego Młyna.
Na przełęczy między Studniční a Luční horou stoi kamienna kapliczka, wystawiona na pamiątką Václava Rennera, która obecnie poświęcona jest ofiarom gór, podobnie jak symboliczny cmentarz w Kotle Łomniczki.
W wielu partiach grzbietu znajdują się lekkie schrony (czes. lehke opevnĕní) – rzopiki, budowane w latach 1937–1938 w ramach obrony przeciwko Niemcom (Czechosłowackie fortyfikacje).